# Даскалова къща (Кратово)
Вижте пояснителната страница за други значения на Даскалова къща.
Даскаловата къща (на македонска литературна норма: Куќа на Даскаловци) е късновъзрожденска къща в град Кратово, Република Македония. Родна къща на видния български революционер, деец на ВМОРО Йосиф Даскалов, сградата с вътрешната си декорация и архитектурната си стойност е обявена за значимо културно наследство на Република Македония.

## Местоположение
Къщата е построена в средата на XIX век в южната част на града. Днес е разположена на улица „Йосиф Даскалов“ № 45, на пресечката с улица „Скопска“. Съседната къща е родният дом на Павел Шатев, а в близост е църквата „Свети Йоан Кръстител“.

## Архитектура
Къщата се състои от подрум, високо приземие и етаж. Подрумът се използва за стопански цели, приземието за домакински цели и зимен престой, а етажът за гости и летен престой. Подрумът и приземието са масивно иззидани от дялан камък с калов хоросан, а етажът е паянтова конструкция с плет и кал. И двете нива са измазани с варов хоросан. Междуетажната и покривната конструкция са дървени, а покритието е турски керемиди и каменни плочи. На подрума е бил разположен дюкян с вход от улицата и изба. Двете помещения са с гредореден таван и пръстен под. Приземието и етажът са свързани с външна дървена стълба. Приземието има полуотворен трем, от който се влиза в три по-големи помещения – вляво е кухнята, до нея с изглед към улицата е голямата зимна одая с вградено огнище, мусандра и долап. На етажа има затворен чардак, гостна одая, лятна одая и малка стай – одайче. Чардакът е ъглов и свързва помещенията. Вляво от него е одайчето с долап, еркерно издаден извън основата на къщата. Дневната е с миндер и долап. Гостната е най-представителната – с вградени декоративни дървени елементи врата, мусандра, иконостас и резбован таван от орехово дърво. Тук има и вградена печка, загрявана от зимната одая на приземието.